# Aphelodoris antillensis
Aphelodoris antillensis Bergh, 1879 è un mollusco nudibranchio appartenente alla famiglia Dorididae.

## Distribuzione e habitat
Mar dei Caraibi.